# 埃爾克頓 (明尼蘇達州)
埃爾克頓（英語：Elkton）是一個位於美國明尼蘇達州毛爾縣的城市。

## 人口
根據2020年美國人口普查的數據，埃爾克頓的面積為3.32平方千米，皆為陸地。當地共有人口130人，而人口密度為每平方千米39人。